# آدم فوجتش
آدم فوجتش (بالتشيكية: Adam Vojtěch)‏ هو مغني ومحامي وسياسي تشيكي، ولد في 2 أكتوبر 1986 في تشيسكي بوديوفيتسه في التشيك. نشط حزبياً في الحزب الديمقراطي المدني (2012 – 2012). وقد انتخب Minister of Health of the Czech Republic ‏ (13 ديسمبر 2017 – ) وفي 2017 Czech parliamentary election ‏، انتخب عضو برلمان التشيك عن دائرة إقليم جنوب بوهيميا وقد انضم خلال فترته النيابية ‏ (21 أكتوبر 2017 – ) للكتلة البرلمانية أنو 2011.

## وصلات خارجية
- الموقع الرسمي